# Christóforos Pissarídis
Christóforos Antoníu Pissarídis (en griego: Χριστόφορος Αντωνίου Πισσαρίδης) (Nicosia, 20 de febrero de 1948) es un economista grecochipriota.

## Biografía
Actualmente forma parte del Norman Sosnow Chair in Economics en la Escuela de Economía y Ciencia Política de Londres. Sus intereses de investigación se centran en varios temas de la macroeconomía, el trabajo en particular, el crecimiento económico y la política económica.

## Premio en Ciencias Económicas en memoria de Alfred Nobel: soluciones al desempleo
En 2010 fue laureado con el Premio del Banco de Suecia en Ciencias Económicas en memoria de Alfred Nobel, junto con Peter Diamond y Dale Mortensen por sus contribuciones a las teorías de búsqueda de fricciones y macroeconomía.
Pissarides fue premiado por sus aportaciones al estudio del mercado de trabajo. Uno de sus trabajos más reconocidos, de 1994, fue «Creación y destrucción de empleo en la teoría del desempleo», junto con el profesor Dale Mortensen.

## Críticas a los modelos teóricos
Michael Piore, de economía en el MIT, critica las soluciones al desempleo propuestas por los tres premiados en 2010. Para él las soluciones no pasan por reformas del mercado de trabajo, sino por estímulos a la demanda, más gasto público. Discrepa profundamente de las teorías de Diamond, Mortensen y Pissarides, tanto en el diagnóstico del problema -no es el mercado de trabajo el problema- como en las soluciones que se proponen -mejoras en las búsquedas de empleo, rebajas en los despidos, adecuación de los seguros de desempleo. Para Piore los premiados han creado modelos teóricos interesantes, donde la información es la base de la teoría -el desempleado no sabe buscar el trabajo que existe- pero, según él, el mercado de trabajo no funciona así, el trabajo se divide en segmentos y territorios de difícil comunicación. Cuando la caída del empleo es generalizada, solo cabe formación para el traslado a nuevas áreas y un fomento real de la economía y la demanda.

## Obra
Textos
- Labour Market Adjustment. Microeconomic Foundations of Short-Run Neoclassical and Keynesian Dynamics. Cambridge University Press, Cambridge 1976, ISBN 0-521-21064-X

- Equilibrium Unemployment Theory. Basil Blackwell, Oxford [u.a.] 1990, ISBN 0-631-15213-X; 2ª ed. MIT Press, Cambridge, Mass. [u.a.] 2000, ISBN 0-262-16187-7

- como editor con Jeffrey A. Frankel: NBER International Seminar on Macroeconomics 2005. National Bureau of Economic Research, MIT Press Cambridge, Mass. [u.a.] 2007, ISBN 0-262-56229-4

- como editor con Tito Boeri, Daniela Del Boca: Women at Work. An Economic Perspective. A Report for the Fondazione Rodolfo Debenedetti, Oxford University Press, Oxford [u.a.] 2005, ISBN 0-19-928188-2

Artículos
- The Role of Relative Wages and Excess Demand in the Sectoral Flow of Labour. In: Review of Economic Studies 45 ( 3) octubre 1978, pp. 453–467

- Job Matchings with State Employment Agencies and Random Search. In: Economic J. 89 ( 356) diciembre 1979, pp. 818–833
- From School to University. The Demand for Post-Compulsory Education in Britain. In: Economic J. 92 (367) septiembre de 1982, pp. 654–667
- Search Intensity, Job Advertising, and Efficiency. In: J. of Labor Economics 2 ( 1) enero de 1984, pp. 128–143
- Efficient Job Rejection. In: Economic J. 94 (376 a) 1984, pp. 97–108
- Short-run Equilibrium Dynamics of Unemployment Vacancies, and Real Wages. In: Am. Economic Review 75 ( 4) septiembre de 1985, pp. 676–690
- Unemployment and Vacancies in Britain. In: Economic Policy 3 ( 3), 1986, pp. 499–559
- Search, Wage Bargains and Cycles. In: Review of Economic Studies 54 (3), julio de 1987, pp. 473–483
- con Jonathan Wadsworth. Unemployment and the Inter-regional Mobility of Labour. In: Economic J. 99 ( 397), septiembre de 1989, pp. 739–755
- mit R. Jackman und Richard Layard: On Vacancies. In: Oxford Bull. of Economics and Statistics. Department of Economics 51 ( 4), noviembre de 1989, pp. 377–394
- Loss of Skill during Unemployment and the Persistence of Employment Shocks. In: The Quarterly Journal of Economics 107 (4), noviembre de 1992, pp. 1371–1391
- mit Charles Bean: Unemployment, consumption and growth. In: European Economic Review 37 ( 4), mayo de 1993, pp. 837–854
- con Dale Mortensen. Job Creation and Job Destruction in the Theory of Unemployment. In: Review of Economic Studies 61 (83), julio de 1994, pp. 397–415
- Search Unemployment with On-the-Job Search. In: Review of Economic Studies 61 (3) julio de 1994, pp. 457–475
- The impact of employment tax cuts on unemployment and wages. The role of unemployment benefits and tax structure. In: European Economic Review 42 ( 1) enero de 1998, pp. 155–183
- mit Dale Mortensen: Unemployment Responses to 'Skill-Biased' Technology Shocks. The Role of Labour Market Policy. In: Economic J. 109 ( 455) abril de 1999, pp. 242–265
- mit Petrongolo Barbara: Looking into the Black Box. A Survey of the Matching Function. In: J. of Economic Literature. Y en: Am. Economic Assoc. 39 ( 2) junio de 2001, pp. 390–431

## Literatura
- Who's Who 2008. 160ª ed. A & C Black, Londres 2007, ISBN 978-0-7136-8555-8, pp. 1844

- Mark Blaug, Howard R. Vane (eds.) Who's who in economics. 4ª ed. Elgar, Cheltenham und Northampton 2003, ISBN 1-84064-992-5, pp. 649–651

- Christopher Antoniou Pissarides. En: Internationales Biographisches Archiv 46/2010 de 16. Noviembre 2010